# Rambouillety

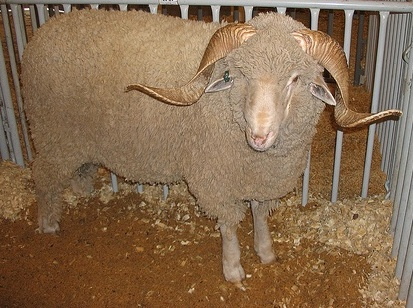
Baran rasy Rambouillet

Rambouillety – francuska rasa owiec znana również jako Merynos Rambouillet. Ich hodowlę rozpoczęto we Francji w 1786 roku po zakupieniu przez króla Ludwika XVI od kuzyna króla Karola III Hiszpańskiego stada 366 owiec merynosowych.
Do tego czasu prawo hiszpańskie surowo zabraniało eksportu owiec merynosowych, ponieważ monopol na produkcje cennej wełny merynosowej zapewniał uzyskiwanie znacznych dochodów.
Stado zakupionych owiec zostało umieszczone w specjalnie wybudowanej Owczarni królewskiej (współcześnie Owczarni narodowej) wybudowanej w Rambouillet, 50 kilometrów od Paryża.
Stado owiec rasy Rambouillet utrzymywane w chowie zamkniętym stało się źródłem genów dla wielu ras owiec francuskich.